# Luchtpijp
De luchtpijp of trachea is een buisvormige verbinding tussen de stembanden in het strottenhoofd (de larynx) en de carina (de vertakking van de trachea in de rechter en linker hoofdbronchus). Door de luchtpijp stroomt lucht naar de bronchi en naar de longblaasjes in de longen, waar gasuitwisseling met de bloedcirculatie plaatsvindt.
Bij volwassenen is de trachea 10-11 cm lang. De doorsnede van de trachea is D-vormig. Dit komt door C-vormige kraakbeenstructuren die de trachea openhouden. De afstand tussen de ringen is ongeveer 0,5 cm. Bij een ziekte als tracheomalacie zijn deze kraakbeenringen slapper dan normaal of drukt een andere structuur, bijvoorbeeld een bloedvat het kraakbeen van de luchtpijp naar binnen waardoor deze, met name tijdens het ademen, dichtklapt, met benauwdheid als gevolg.
De trachea is bekleed met kleine haartjes (cilia) ter bescherming. Deze haartjes zijn zeer gevoelig. Als een voorwerp in de luchtpijp terechtkomt, wordt direct een signaal naar de hersenen gestuurd, waarna de luchtpijp wordt gereinigd door hoesten.
Tracheïtis is een ontsteking van de luchtpijp.
Strotklepje (epiglottis) · Strottenhoofd (larynx) · Luchtpijp (trachea) · Luchtpijpvertakkingen (bronchi) · Bronchioli · Longblaasjes (alveolen) · Longen

Ademhaling · Stembanden